# Harnischia ohmuraensis
Harnischia ohmuraensis är en tvåvingeart som beskrevs av Kobayashi och Suzuki 1999. Harnischia ohmuraensis ingår i släktet Harnischia och familjen fjädermyggor. Inga underarter finns listade i Catalogue of Life.